# Proteste gegen SOPA und PIPA

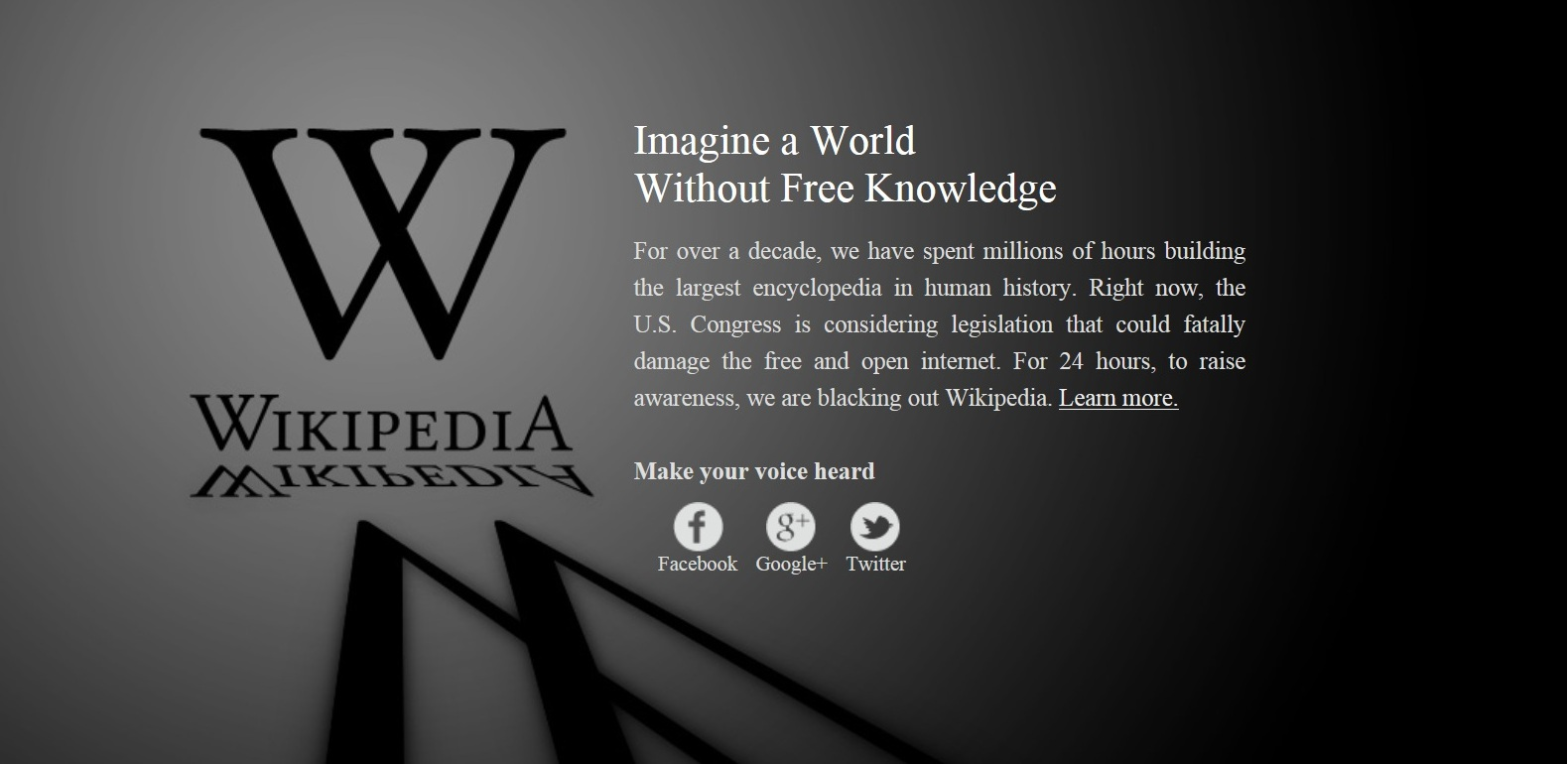
Screenshot der Startseite der englischen Wikipedia am 18. Januar 2012

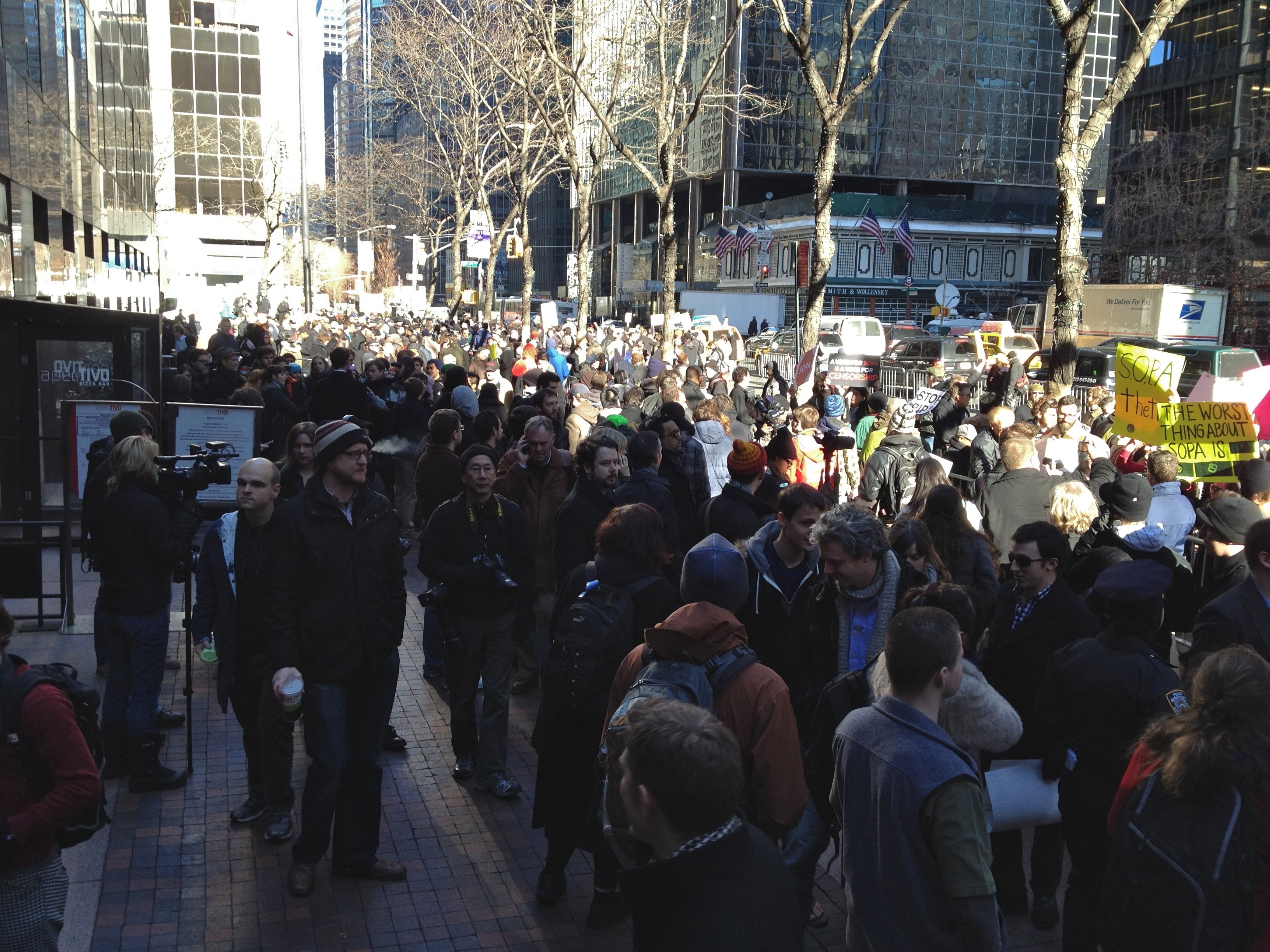
Proteste in New York City, 2012

Die Proteste gegen SOPA und PIPA fanden am 18. Januar 2012 mit weltweiten Online-Protesten ihren Höhepunkt. Ihnen waren kleinere Protestaktionen 2011 vorangegangen, die weit weniger Aufmerksamkeit erreicht hatten. Kritiker der Gesetzesentwürfe Stop Online Piracy Act (SOPA) und PROTECT IP Act (PIPA) befürchten, dass die Gesetze in ihrem Bestreben den Schutz des Copyrights durchzusetzen, großen Schaden an dem Recht auf freie Meinungsäußerung, Webseiten und Internet-Communities anrichten würden. Ebenso wurde bemängelt, dass Seiten mit User Generated Content nicht ausreichend geschützt wären.
Der Schritt zu einem koordinierten Protest kam dadurch zustande, dass einige große Portale, darunter Reddit und die Autorengemeinschaft der englischen Wikipedia darüber nachgedacht haben, ihre Inhalte zeitweise für Nutzer unzugänglich zu machen und stattdessen einen Hinweistext über die geplanten Gesetze anzuzeigen. Kurze Zeit später schlossen sich zahlreiche Projekte und Firmen darunter Google, Mozilla und Flickr an. Insgesamt nahmen an dem Protest über 115.000 Webseiten und mehrere Millionen Menschen teil. Zusätzlich zu den Online-Protesten gab es Demonstrationen in verschiedenen Städten der USA, darunter New York City, San Francisco und Seattle. Bereits im Dezember 2011 gab Jimmy Wales auf Twitter bekannt, die bei Go Daddy registrierten Domainnamen von Wikimedia und „mehrere hundert“ Domains von Wikia würden aus Protest gegen dessen Haltung zum Stop Online Piracy Act auf einen anderen Registrar übertragen.
Bereits vor der Protestaktion im Januar erregte sie großes öffentliches Aufsehen. Einige Tage vorher gab das Weiße Haus bekannt, dass es keine Gesetzgebung unterstützen werde, die die freie Meinungsäußerung einschränken, die Gefahren von Cyberattacken erhöhen, und ein dynamisches, innovatives Internet einschränken werde. Am 18. Januar riefen mehr als acht Millionen Menschen die Daten ihrer Abgeordneten bei Wikipedia ab, eine Petitionen von Google verzeichnete über 4,5 Millionen Unterstützer, mehr als eine Million E-Mails wurden über ein Formular der Electronic Frontier Foundation verschickt, mehrere Stunden lang wurden über Twitter mehr als eine Viertelmillion Tweets pro Stunde SOPA betreffend verschickt, bei Abgeordneten gingen mehr als 14 Millionen Anfragen ein, davon mehr als 10 Millionen von Wählern.
Während und nach den Protesten im Januar zogen zahlreiche Politiker, die die Gesetzesentwürfe vorher befürwortet hatten, ihre Unterstützung vollständig zurück. International gab es vernichtende Kritik des World-Wide-Web-Erfinders Sir Tim Berners-Lee, und des Kommissars für Digitale Agenda. Einige Medien kritisierten den Druck, der auf die SOPA-Befürworter ausgeübt wurde; der Boston Herald beschrieb die Service-Einschränkungen als Beweis dafür, wie mächtig die Cyber-Rowdys sein können. Der Vorsitzende der Motion Picture Association of America Chris Dodd erklärte, die koordinierte Abschaltung sei ein Missbrauch der Freiheiten, die die beteiligten Firmen auf dem Markt hätten. Andere wie die The New York Times sahen den Protest als „politisches Coming Out der Internetindustrie“ an.
Bereits am 20. Januar 2012 hatte sich das politische Klima in Bezug auf die Gesetzesentwürfe gravierend gewandelt. Die Entwürfe wurden von der weiteren Abstimmung zurückgezogen, angeblich um die aufgekommenen Bedenken zu berücksichtigen. Gegner betonten, die Entwürfe seien zwar auf unbestimmte Zeit verschoben aber nicht „tot“ und würden zurückkommen.